# Bulbinella floribunda
Bulbinella floribunda är en grästrädsväxtart som först beskrevs av William Aiton, och fick sitt nu gällande namn av Théophile Alexis Durand och Schinz. Bulbinella floribunda ingår i släktet Bulbinella och familjen grästrädsväxter. Inga underarter finns listade i Catalogue of Life.